# Kapel Geulhemmergroeve

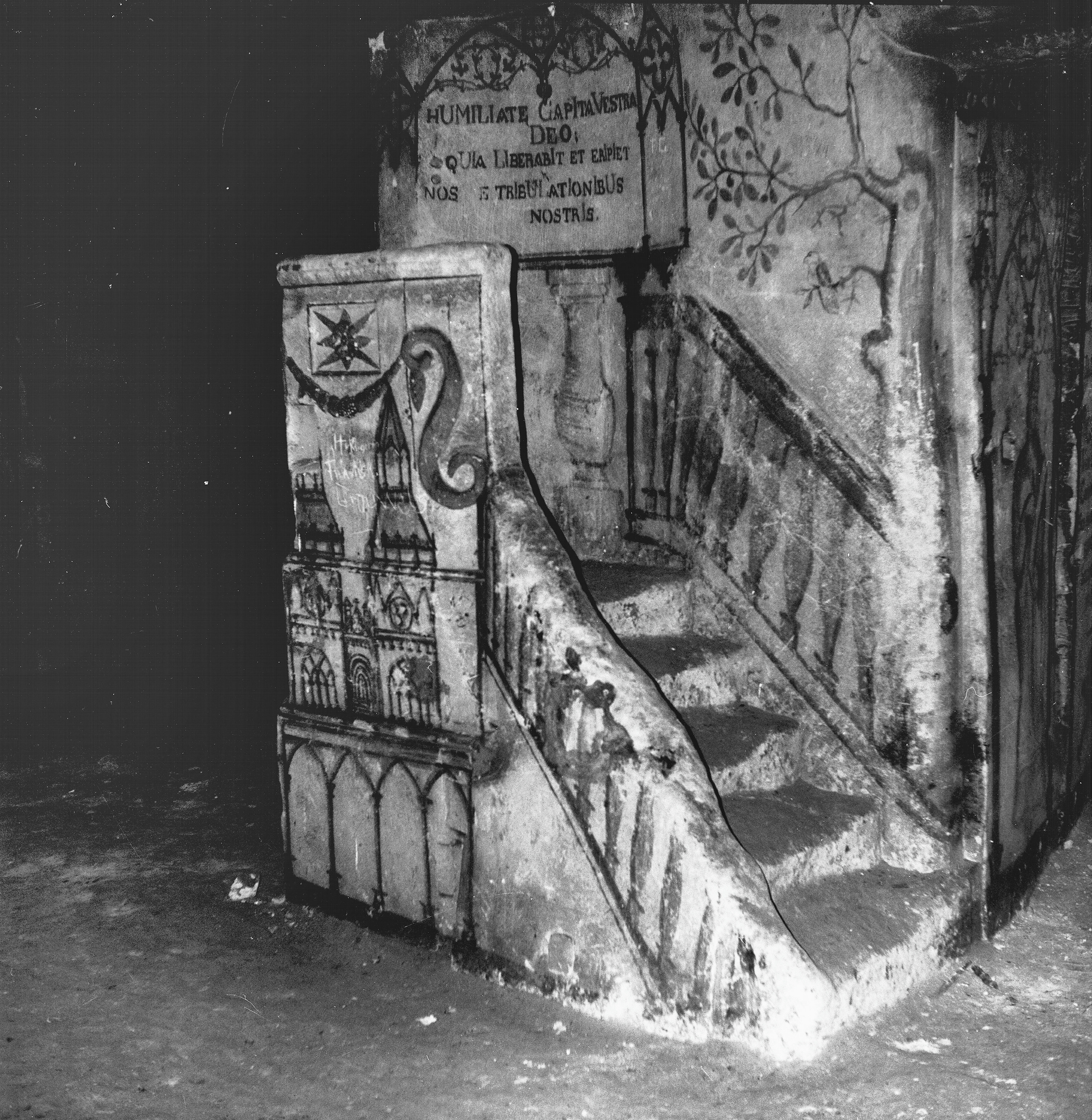
Preekstoel in de kapel

De kapel in de Geulhemmergroeve is een schuilkapel in Geulhem in de Nederlands Zuid-Limburgse gemeente Valkenburg aan de Geul. De ondergrondse kapel bevindt zich in het gangenstelsel van de Geulhemmergroeve.
De kapel wordt net als de rest van de Geulhemmergroeve beheerd door de Stichting De Rotswoning.

## Geschiedenis
Van 1798 tot 1801 diende de kapel als schuilkapel. Nadat aan het einde van de 18e eeuw Frankrijk een republiek werd, kwamen vanaf 1794 de zuidelijke Nederlanden onder sterke invloed van de Franse heerschappij, waarbij de sterke invloed van de kerk werd teruggedrongen. In 1797 kwamen priesters in dienst van de overheid en moesten trouw zweren aan de Franse grondwet. Veel priesters weigerden dat en gingen in Zuid-Limburg (letterlijk) ondergronds in schuilkapellen zoals in de Geulhemmergroeve.
In 1862-1863 werd de schuilkapel gerestaureerd en verder verfraaid.
Op 17 januari 1967 werd de kapel ingeschreven in het rijksmonumentenregister.
In 1971-1973 werd de schuilkerk gerestaureerd.

## Bouwwerk
De kapel is aangelegd in een onderaardse mergelgroeve, de Geulhemmergroeve. In deze groeve is de kapel uitgehouwen met een plattegrond van een dubbelarmig kruis. Uit de vaste kalksteen zijn een altaar, preekstoel met trap en een doopvont uitgehouwen. Ook is er een biechtstoel uit het gesteente uitgehouwen en is er een sacristie.
In de achterwand van de kapel is het altaar uitgehouwen en heeft erboven ionische zuiltjes en een aedicula met schelpnis waarin een kruis is aangebracht. Tussen de zuiltjes wordt de Heilige Drievuldigheid uitgebeeld in een roodkleurige rotsschildering.